# Alina Lopez
Pour les articles homonymes, voir Lopez.
Alina Lopez, née le 6 septembre 1995 à Seattle dans l'État de Washington, est une actrice de films pornographiques américaine.

## Biographie
Alina Lopez naît dans une famille mormone dans l'État de Washington. Alors âgée de 5 ans, sa famille emménage dans l'Arizona, puis dans l'Utah en 2009. Dans son enfance, elle pose comme mannequin pour des marques telles que Nordstrom et Dillard's (en).
Elle fait ses débuts dans l'industrie pornographique en 2017.
En décembre 2018, elle est nommée « Pet of the Month » par le magazine Penthouse.
Lors de la 36e cérémonie des AVN Awards, Alina Lopez remporte le prix de la « Hottest Newcomer ».
Habituée des cérémonies de récompenses,, elle est notamment nommée pour le Prix de la meilleure actrice de l'année lors de la 38e cérémonie des AVN Awards.